# Карпиниш (Рошија Монтана)
Карпиниш (рум. Cărpiniș) насеље је у Румунији у округу Алба у општини Рошија Монтана. Oпштина се налази на надморској висини од 588 m.

## Историја
Према државном шематизму православног клира Угарске 1846. године било је ту 272 породице. Православни свештеници су били: поп Мојса Мановић и поп Никола Фодоријан.

## Становништво
Према подацима из 2002. године у насељу је живело 417 становника, од којих су сви румунске националности.